# Łysak plamistoblaszkowy

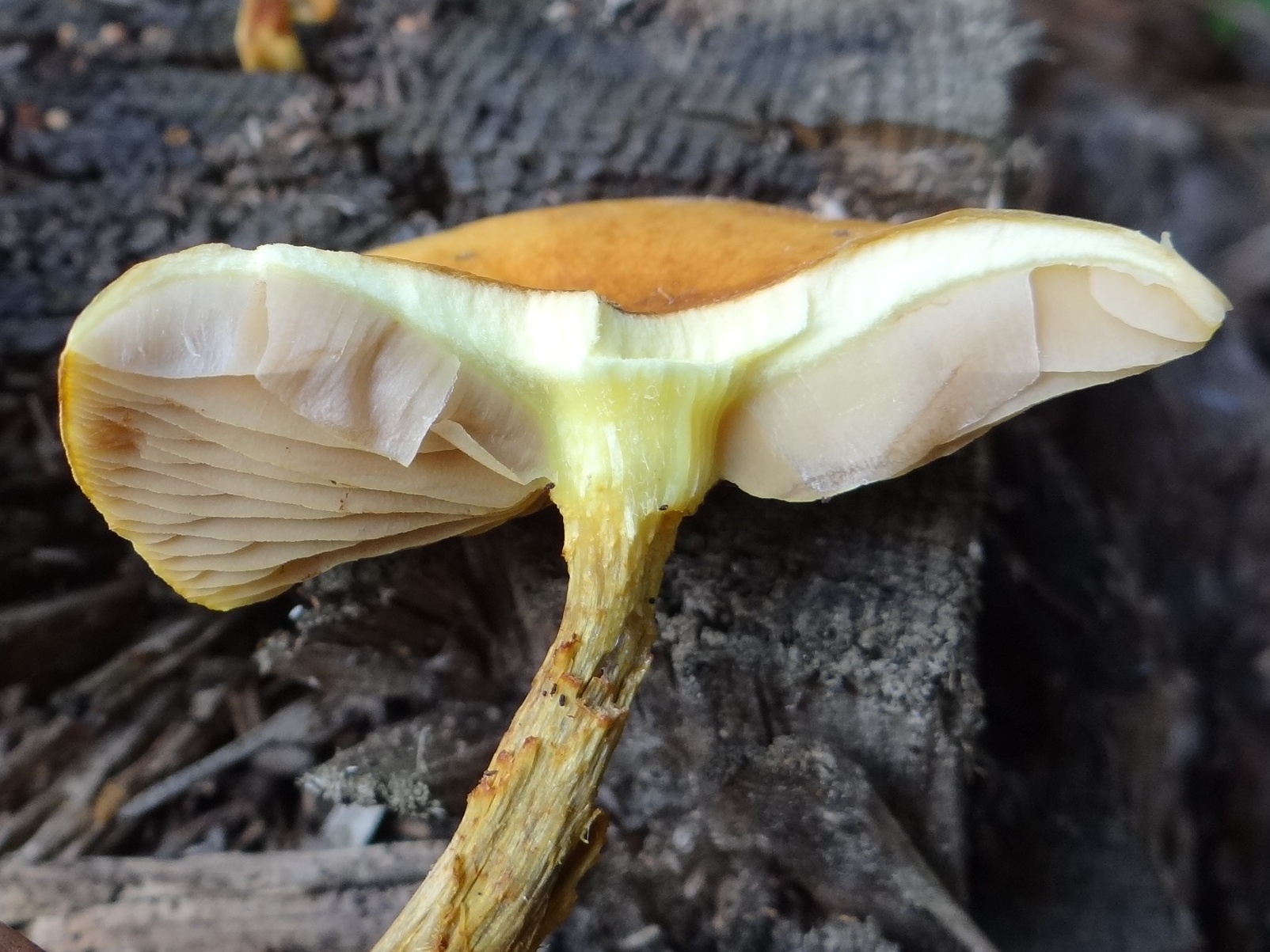
Przekrój kapelusza

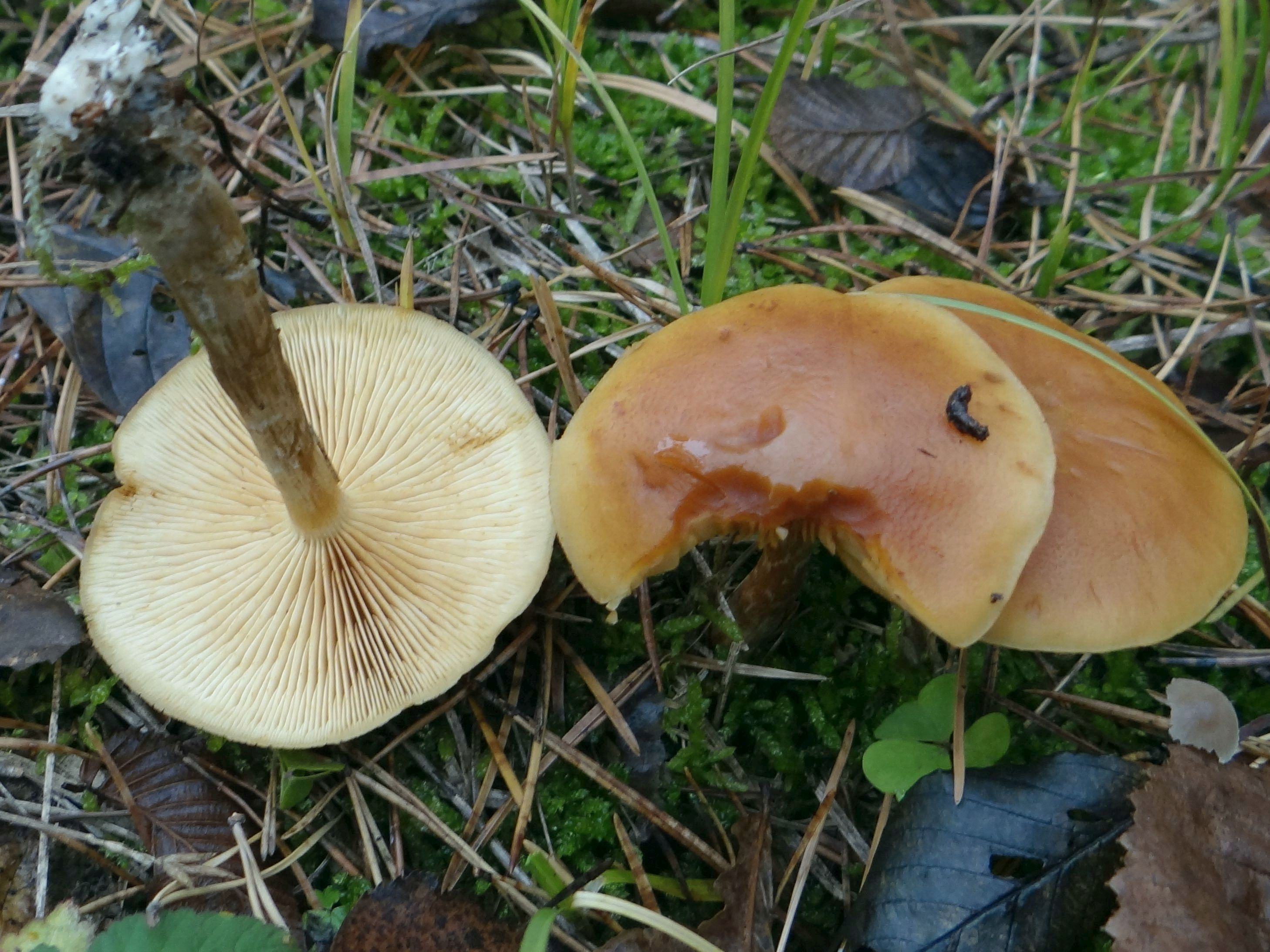
Podczas wilgotnej pogody

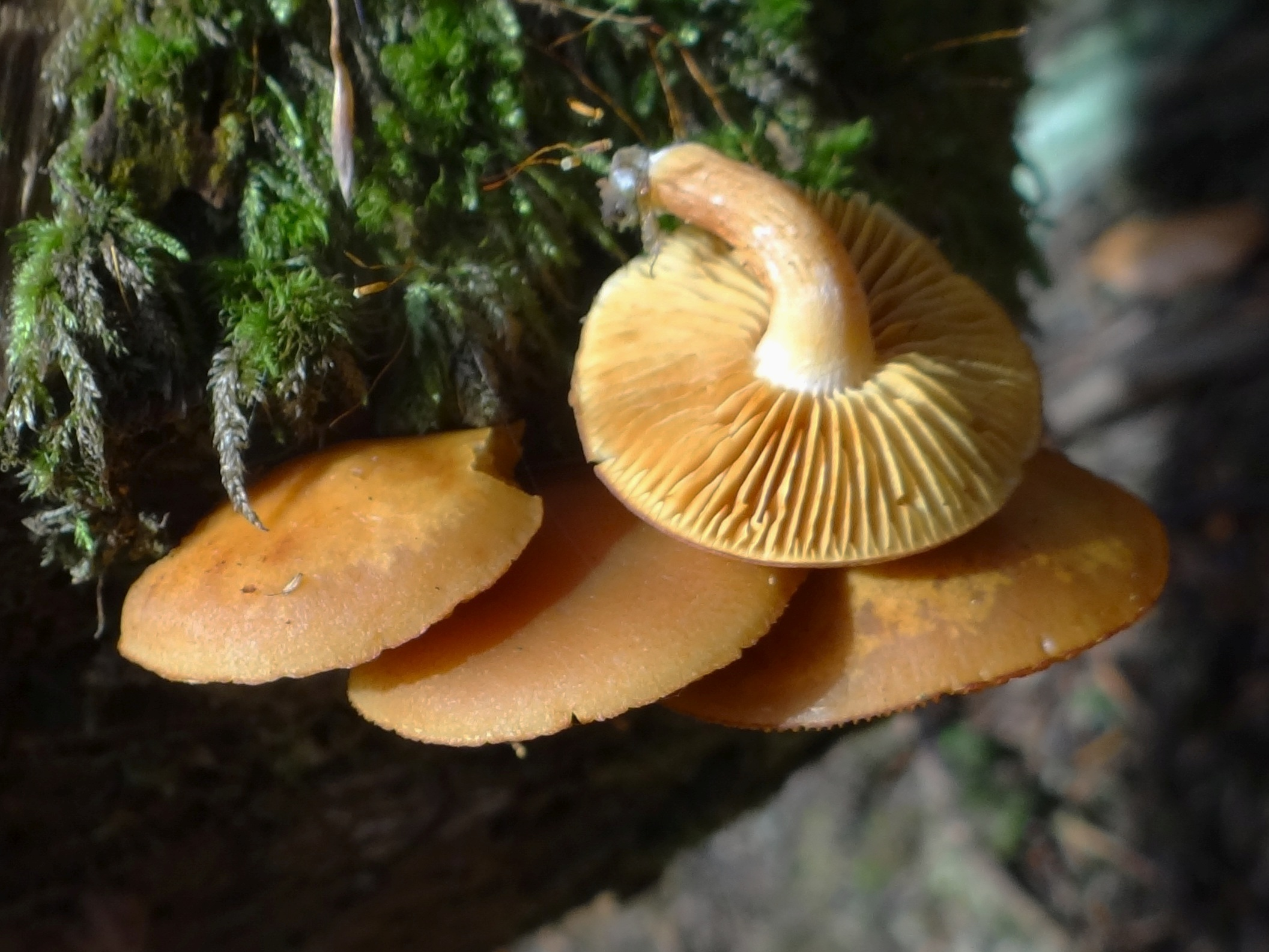

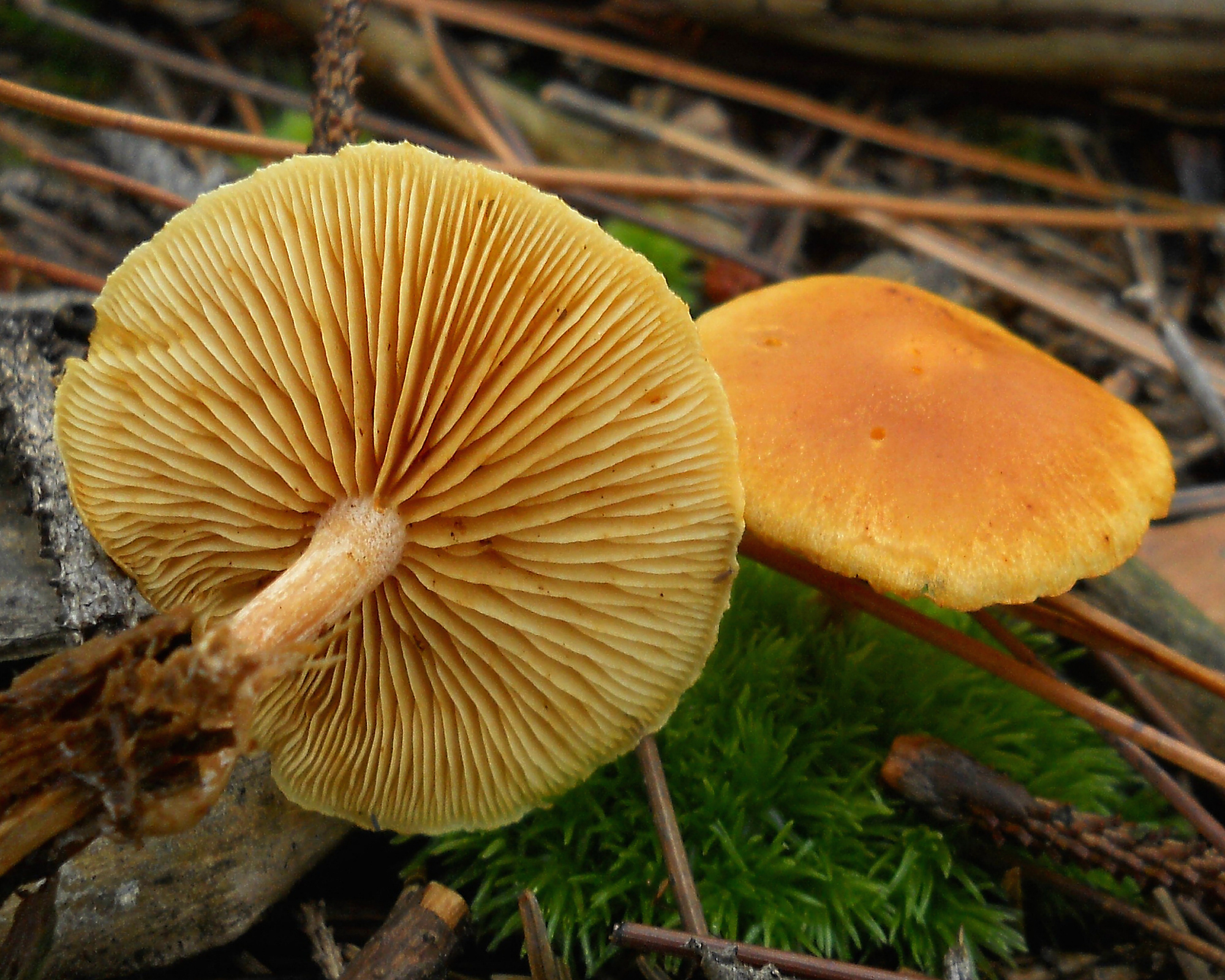

Łysak plamistoblaszkowy (Gymnopilus penetrans (Fr.) Murrill) – gatunek grzybów należący do rodziny podziemniczkowatych (Hymenogastraceae).

## Systematyka i nazewnictwo
Pozycja w klasyfikacji według Index Fungorum: Gymnopilus, Hymenogastraceae, Agaricales, Agaricomycetidae, Agaricomycetes, Agaricomycotina, Basidiomycota, Fungi.
Po raz pierwszy takson ten zdiagnozował w 1815 r. Elias Fries, nadając mu nazwę Agaricus penetrans. Obecną, uznaną przez Index Fungorum nazwę nadał mu w 1912 r. William Alphonso Murrill, przenosząc go do rodzaju Gymnopilus. Niektóre synonimy naukowe:

- Agaricus penetrans Fr. 1815
- Dryophila penetrans (Fr.) Quél. 1886
- Flammula croceolamellata Pilát 1939
- Flammula penetrans (Fr.) Quél. 1886
- Fulvidula penetrans (Fr.) Singer 1937
- Naucoria penetrans (Fr.) Henn. 1898

Nazwę polską podał Władysław Wojewoda w 2003 r. W polskim piśmiennictwie mykologicznym gatunek ten opisywany był też jako płomiennica korzeniasta i ogniówka przenikająca.

## Morfologia
Kapelusz
Średnica 2–9 cm. U młodych osobników jest półkulisty i na brzegu posiada resztki osłony, później staje się łukowaty, a na koniec spłaszczony. Brzeg kapelusza niepodwinięty. Często posiada tępy garb. Powierzchnia u młodych okazów delikatnie pilśniowa, później prawie naga, miejscami występują drobne cętki. Kolor pomarańczowordzawy, przy brzegu zwykle jaśniejszy (złotożółty), na środku ciemniejszy (brązowoczerwony). Jest higrofaniczny i podczas wilgotnej pogody śliski.
Blaszki
Przy trzonie wykrojone ząbkiem, szerokie. U młodych okazów żółte, później ciemniejsze; żółtordzawe lub pomarańczowobrązowe. Wbrew polskiej nazwie gatunkowej na blaszkach nie zawsze występują plamki, szczególnie u młodych okazów.
Trzon
Wysokość 3–8 cm, grubość do 1,1 cm. Jest walcowaty, zwykle zakrzywiony, początkowo pełny, później rurkowaty. Pod samym kapeluszem żółty, poza tym brązowawy lub brązowoczerwony. U młodych okazów występuje włóknista strefa pierścieniowa, potem zanikająca. Przy podstawie występuje biała grzybnia.
Miąższ
Barwa od bladej do czerwonożółtawej, a w podstawie trzonu brązowa. Smak mniej lub bardziej gorzki, zapach niewyraźny.
Wysyp zarodników
Rdzawobrązowy. Zarodniki elipsoidalne, brodawkowane, o rozmiarach 7–9 × 3,5–5 μm.
Gatunki podobne
Według Jana Holca łysak plamistoblaszkowy G. sapineus (Fr.) Maire wykazuje duże podobieństwo do łysaka drobnołuskowego (G. penetrans (Fr.) Maire). W niektórych przypadkach gatunków tych nie można odróżnić makroskopowo i konieczna jest mikroskopowa analiza strzępek skórki kapelusza. U G. sapineus mają one przeważnie szerokość 8–16 µm, są grubo rdzawobrązowo inkrustowane i często składają się z rozdętych, krótkich komórek. U G. penetrans mają szerokość 3–10 (–12) µm, są słabiej inkrustowane i złożone z nierozdętych komórek cylindrycznych. Ponadto G. sapineus wytwarza owocniki latem (głównie od czerwca do sierpnia), podczas gdy G. penetrans jest głównie gatunkiem jesiennym (owocniki wytwarza szczególnie od września do listopada)
Jest wiele podobnych gatunków rosnących na drewnie. Dla grzybiarzy niebezpieczne jest pomylenie z jadalnym łuszczakiem zmiennym (Kuehneromyces mutabilis). Na drewnie świerków rośnie łysak ciemnotrzonowy (Gymnopilus picreus). Jest mniejszy i bardziej jaskrawy.

## Występowanie i siedlisko
Występuje w Ameryce Północnej, Europie, Azji, Australii, a także w Maroku i na Wyspach Kanaryjskic. W Europie Środkowej gatunek pospolity, w Polsce również.
Saprotrof. Owocniki wyrastają w małych kępkach lub gromadnie na leżących na ziemi pniach i gałęziach drzew, na odpadach drzewnych, na korze i trocinach, zarówno w lasach, jak i na placach składowania drzew. Występuje głównie na drewnie drzew iglastych, rzadko tylko na liściastych. Preferuje gleby kwaśne. Owocniki wyrastają od sierpnia do listopada.

## Znaczenie
Grzyb niejadalny lub lekko trujący.